# Dan Jugoslovanske ljudske armade
Dan Jugoslovanske ljudske armade je bil praznik JLA, ki se je proslavljal 22. decembra. Na ta dan leta 1941 je bila ustanovljena prva redna enota NOVJ - 1. proletarska brigada. Praznik je bil uveden 20. oktobra 1947 na ukaz Vrhovnega poveljnika oboroženih sil in ministra narodne obrambe FNRJ (Tita).